# Pavel Greco
Pavel Greco (* 25. September 1973 in Rom, Italien als Emiliano Pavel Greco) ist ein ehemaliger italienischer Schauspieler.

## Leben
Greco studierte  in seiner Heimatstadt Rom Kunstgeschichte. Mit 14 wurde sein schauspielerisches Talent von dem italienischen Filmregisseur Gianni Serra entdeckt. Seine erste Rolle bekam er 1988 in dem Drama Una lepre con la faccia di bambina. Seine bekannteste Rolle war die des Kellners Mario aus der Literaturverfilmung Mario und der Zauberer, in welcher der  Klaus Maria Brandauer selbst die Rolle des  Zauberers Chipolla übernahm und die Regie führte. Danach kündigte Pavel Greco den Beruf als Schauspieler auf und arbeitet seitdem in einem Spielcasino in Southampton, England.

## Filmografie
- 1988: Una lepre con la faccia di bambina (Fernsehfilm)
- 1994: Mario und der Zauberer (1994)